# Бардинг, Улла
Улла Бардинг (дат. Ulla Barding, 1 июля 1912 — 15 августа 2000) — датская фехтовальщица-рапиристка, многократная чемпионка мира.

## Биография
Родилась в 1912 году в Копенгагене; её мать Ютта Бардинг в 1924 году заняла 5-е место в личном первенстве по фехтованию на рапирах на Олимпийских играх в Париже.
В 1932 году стала чемпионкой Международного первенства по фехтованию в Копенгагене. В 1936 году приняла участие в Олимпийских играх в Берлине, но неудачно. В 1937 стала бронзовой призёркой первого официального чемпионата мира, тогда же Международная федерация фехтования задним числом признала чемпионатами мира все прошедшие ранее Международные первенства по фехтованию.
В 1947 и 1948 годах становилась чемпионкой мира. На чемпионате мира 1950 года завоевала серебряную медаль, а на чемпионате мира 1951 года — бронзовую. В 1952 году приняла участие в Олимпийских играх в Хельсинки, но наград не добилась.
Вышла замуж за Оле Поульсена, который в 1964 году завоевал на Олимпийских играх в Токио золотую медаль в соревнованиях по парусному спорту.